# Andinosaura petrorum
Andinosaura petrorum — вид ящірок родини гімнофтальмових (Gymnophthalmidae). Ендемік Еквадору. Вид названий на честь американського герпетолога Джеймса Пітерса.

## Поширення і екологія
Andinosaura petrorum мешкають в горах Східного хребта Еквадорських Анд, в провінції Морона-Сантьяго. Вони живуть у вологих гірських тропічних лісах і хмарних лісах, на висоті 2263 м над рівнем моря.

## Збереження
МСОП класифікує цей вид як такий, що перебуває під загрозою зникнення. Andinosaura petrorum загрожує знищення природного середовища.